# De Pianofabriek

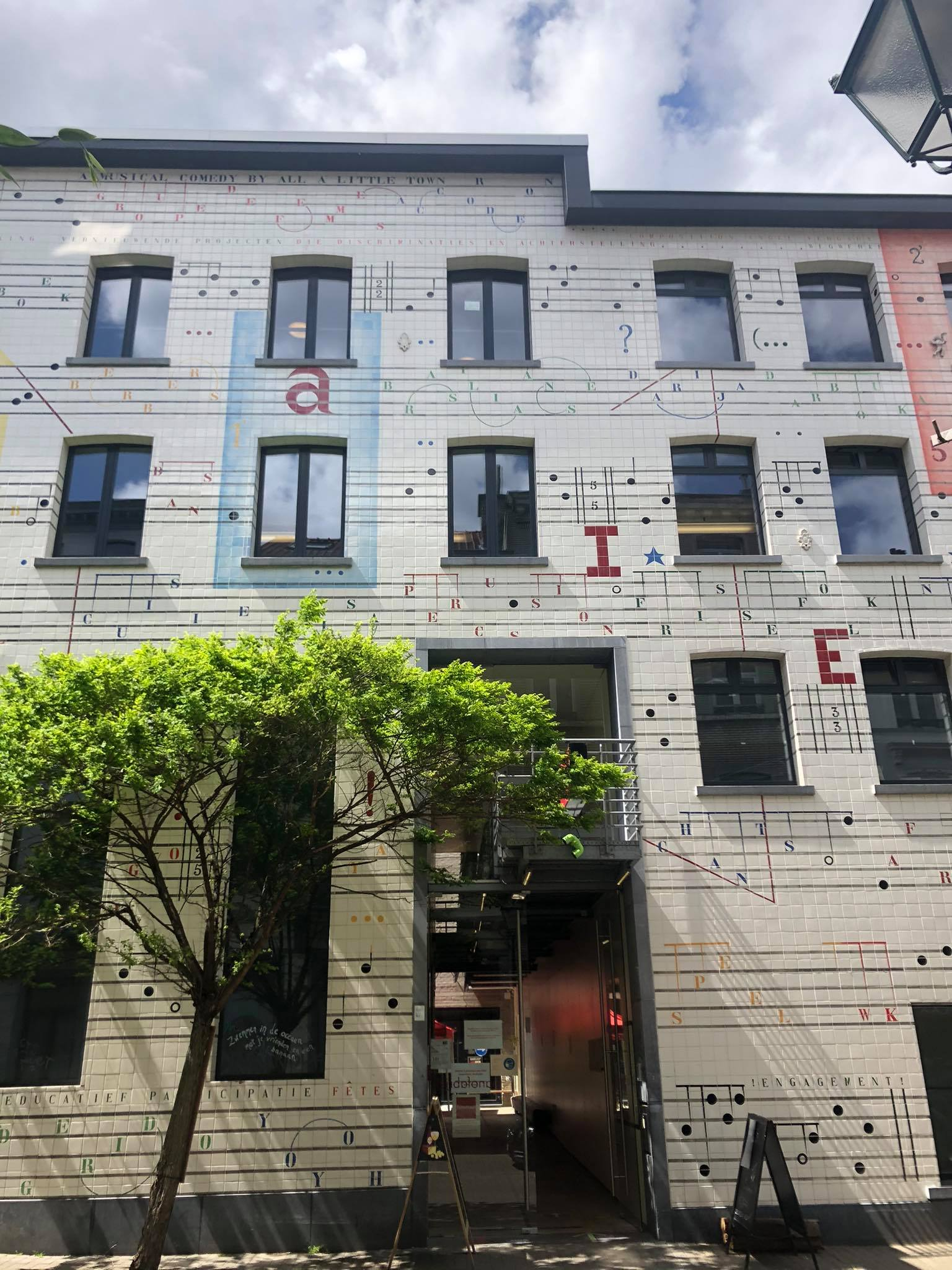
Gevel met muziekpartuur Pianofabriek

De Pianofabriek is een gemeenschapscentrum in Brusselse gemeente Sint-Gillis, gelegen aan de Fortstraat 35. De organisatie biedt taalcursussen, sport- en kunstactiviteiten en is een initiatief van de Vlaamse Gemeenschapscommissie. Het is een ontmoetingsplaats die kansen biedt aan groepen en individuen. Duurzaamheid en antiracisme zijn hun voornaamste waarden.

## Oprichting
De verenigingen van de sociaal-culturele raad van Sint-Gillis hadden in 1978 nood aan een cultureel centrum, toen genaamd Trefcentrum Obbrussel. Hiervoor bevond het centrum zich in een muziekacademie in de Moskoustraat. Vic Anciaux kocht een gebouw in de Fortstraat voor culturele activiteiten. Later kocht Rika Steyaert het gebouw ernaast met de bedoeling een plek te bieden voor migrantenorganisaties. Sinds 1992 vormen de gebouwen samen de huidige Pianofabriek.

## Geschiedenis gebouw
Oorspronkelijk stond op dezelfde plaats het fort van Monterey dat diende als citadel en opgericht werd in 1672. Het fort was 6 hectare en nam de hele heuvel van Obbrussel (Sint-Gillis) in. In 1782 werd het fort niet meer bruikbaar en werd het verkocht aan particulieren.
In 1898 was het gebouw van de Duitse familie Gunther en diende als pianofabriek. Doordat zij een van de eersten waren die kwaliteitspiano's maakten, was hun naam zeer populair in heel Europa maar ook in Zuid-Amerika. Alle Belgische conservatoria werkten met een piano van Gunthers tussen de twee wereldoorlogen in.
De familie Vanderelst kocht de fabriek en de naam Gunther over na de Tweede Wereldoorlog. Er werden piano’s gemaakt onder de naam Vanderelst en Gunther maar vanaf 1966 werden er enkel nog piano’s gerestaureerd. In 1977 sloot de familie de deuren omdat ook de restauraties van de piano's niet meer rendabel was door de concurrentie met goedkope piano's van onder meer Japan.
In 1982 werd het gebouw verkocht aan de Vlaamse overheid voor 6 miljoen frank. 
Gemeenschapscentrum De Pianofabriek ontstond uiteindelijk in 1992 door het samenvoegen van de sociaal culturele raad en trefcentrum.
Eind 2002 werd de pianofabriek gerenoveerd om tegemoet te komen aan de brandveiligheid en de geluidsnormen, ook omdat er grote vraag van verenigingen waren moest het gebouw groter gemaakt worden. De verbouwingen duurden ongeveer 6 jaar. 
De Spaans-Brusselse kunstenaar Angel Vergara werd gekozen om de gevel te vernieuwen. Hij deed dit met keramiektegels die beschilderd zijn met muzieknoten en opschrift ‘Piano allegro ma non troppo’. De nieuwe gevel moet een weerspiegeling zijn van de gastvrijheid en openheid van het centrum en naar het muzikale verleden van het gebouw.
In de loop der jaren werden 5 gebouwen samengevoegd die nu het geheel van De Pianofabriek vormen. De verschillende zalen worden benoemd naar 4 continenten; Azië, Afrika, Europa en Amerika.

## Projecten
De projecten die samenkomen onder de Pianofabriek zijn:
- Citylab; kunst met betrekking tot dans, fotografie, podiumkunsten,... die focust op POC en LGBTQ gemeenschap.
- Kunstenwerkplaats; bieden ondersteuning aan artiesten met nieuwe creatieve ideeën.
- Gemeenschapscentrum; biedt allerlei taalcursussen, integratiecursussen en activiteiten.
- Opleidingscentrum; gratis opleidingen voor de kansen op de arbeidsmarkt te vergroten en vaardigheden aan te leren.[5]
- Bio pakket; in samenwerking met bio boerderij in Grimbergen. Langdurige werklozen kunnen er een vak leren om opnieuw te integreren. De Pianofabriek verkoopt op zijn beurt elke dinsdag deze fruitpakketten.
- Femimain; handwerk van Marokkaanse vrouwen wordt verkocht in een winkeltje in de Pianofabriek. Op deze manier worden jobs gecreëerd voor deze vrouwen en voor Brusselaars.